# 黒田雅之
黒田 雅之（くろだ まさゆき、1986年7月17日 - ）は、東京都稲城市出身の元プロボクサー。第34代日本ライトフライ級王者。第56代日本フライ級王者。東京都立永山高等学校卒。川崎新田ボクシングジム所属。

## 来歴
小学1年から中学までは剣道を習っていたが、体格差を実感し、高校1年からボクシングに取り組み、当初通っていた都内のジムはフィットネスを目的としていたため、新田渉世が神奈川県川崎市でジムを開業するのを、ボクシング・マガジンで見て、移籍。高校一年で、父が他界し母と妹の3人ぐらしとなるが、家計やジム費用を稼ぐためにファミリーレストランでアルバイトをしていた。
2005年5月31日、後楽園ホールで石垣洋之（鎌ヶ谷）との4回戦で、初回KO勝ちでデビューを飾る。
2005年11月13日、1戦しKO勝ちの後の3戦目。千葉県木更津市のクラカタスポーツガーデンで行われた黒沢俊（木更津GB）との試合で、0-2（38-38、38-39、37-39）の判定負けで初黒星。
2006年11月13日、3戦3勝2KOと勝ち上がっていき大久保雅史らを降して勝ちあがってきた平川聖也（斎田）と東日本新人王決定戦を争い、3回KO勝ちを収めて東日本新人王と技能賞を受賞した。 
2006年12月17日、東日本新人王として西軍代表山本剛詞（守口東郷）と全日本新人王決定戦を争い、初回KO勝ちを収めてMVPを受賞した。
2008年1月14日、神奈川県横浜市の横浜文化体育館で行われたスリラーin横浜（初回KO勝ちを収めると賞金50万円）で、日本ライトフライ級10位の池原繁尊（横浜光）と10回戦を戦うも、0-3（3者とも95-96）の僅差判定負け。この試合の敗戦により日本ランキング圏外となる。
2008年9月29日、後のOPBF東洋太平洋ライトフライ級王者小野心（花形）と対戦し、4回TKO勝利を収めた。
2009年1月24日、東京・後楽園ホールで元日本フライ級王者吉田拳畤と対戦経験のある元PABAフライ級王者リチャード・ガルシア（フィリピン）と対戦するも、0-2（96-96、95-96、96-97）の僅差判定負け。
2009年11月17日、OPBF東洋太平洋ライトフライ級2位のネルソン・リャノス（フィリピン）と対戦し、3-0（79-74×2、78-74）の判定勝ち。
2010年2月26日、ノンタイトル8回戦として佐藤靖明（西遠）と対戦し、4回TKO勝ち。
2010年6月18日、『ゴールデンチャイルド・ボクシング』（金子ジム主催）セミファイナルで宮崎亮の持つ日本ライトフライ級王座への挑戦経験がある日本ライトフライ級1位の滝澤卓（タキザワ）と対戦し、3-0（79-73、79-74×2）の大差判定勝ちを収めた。ちなみにこの試合は滝沢の希望で組まれ、この試合後を最後に滝沢は網膜剥離により現役を引退した。
2010年11月24日、日本ライトフライ級1位として日本同級12位の須田拓弥（沼田）と対戦し、苦戦を強いられるものの2-0（79-74、77-76、76-76）の判定勝ちを収めて課題を残しつつも日本王座挑戦へ一歩前進した。
2011年5月16日、後楽園ホールで井岡一翔が返上し空位となっていた日本ライトフライ級王座をWBC世界同級8位にランクされる元OPBF東洋太平洋同級王者家住勝彦（レイスポーツ）と争い、8回TKO勝ちを収めて王座獲得に成功した。また川崎新田ジムにとって初の日本王者となり、対戦した家住はこの試合を最後に現役を引退した。ちなみにこの試合は当初、3月22日に開催予定であったものの東日本大震災の影響で一旦延期となり、後日に開催日が正式に決定した。
2011年8月16日、神奈川県川崎市中原区の川崎市とどろきアリーナで、川崎新田ジム初となる地元での興業のメインイベント「ホープフルファイトvol.8」として、日本同級1位の佐野友樹（松田）を迎えて初防衛戦。川崎フロンターレによる協力もあったこの興行で、10回2-1（98-93、96-94、95-97）の判定勝ちを収めて初防衛に成功した。 
2011年11月23日、川崎市とどろきアリーナで日本ライトフライ級10位の山口隼人（TEAM10COUNT）を迎えて2度目の防衛戦を行い、4回にダウンを奪われたもののその後は有効打を重ねてポイントを挽回し、10回2-1（97-94、96-94、94-95）の判定勝ちを収めて2度目の防衛に成功した。
2012年3月12日、後楽園ホールで日本ライトフライ級1位の田口良一（ワタナベ）を迎えて3度目の防衛戦。2011年の最強後楽園で優勝し、黒田への挑戦権を獲得した最強挑戦者である田口と序盤から至近距離で打ち合う接近戦を繰り広げ、10回1-1（96-95、95-96、95-95）の引き分けで3度目の防衛に成功した。
2012年9月26日、川崎市とどろきアリーナで日本ライトフライ級4位の大内淳雅（角海老宝石）を迎えて4度目の防衛戦を行い、1-1（96-94、93-97、95-95）の引き分け。2戦連続の引き分けで4度目の防衛に成功した。
2013年1月10日、WBA世界フライ級王者ファン・カルロス・レベコ（アルゼンチン）に挑戦するために日本ライトフライ級王座を返上した。
2013年2月27日、川崎市とどろきアリーナでWBA世界フライ級9位としてWBA世界フライ級王者ファン・カルロス・レベコ（アルゼンチン）に挑戦したが、12回0-3（112-116、111-117×2）の判定負けを喫し世界初挑戦での王座獲得はならなかった。ちなみにこの試合はスカイ・A sports+に加えtvkでの生中継も行われた。
2013年10月22日、後楽園ホールで2月の世界挑戦失敗後の再起戦として、日本フライ級5位の中釜兵武（白井・具志堅）と対戦。初回から積極的に攻撃を仕掛けたものの、4回に偶然のバッティングにより右目尻を負傷。そして5回途中に負傷した箇所からの出血が止まらずドクターストップ。負傷判定となり、1-0（48-47、48-48×2）の引き分けで再起戦を勝利で飾ることはできなかった。
2014年4月10日、後楽園ホールで日本フライ級1位の指名挑戦者として日本フライ級王者村中優（フラッシュ赤羽）と対戦し、10回TKO負けを喫し日本王座2階級制覇に失敗した。
2014年9月17日、後楽園ホールで行われた「ホープフルファイトvol.16」でポンパユ・チャイヨンジム（タイ）とフライ級8回戦を行い、2回1分14秒TKO勝ちを収め再起した。
2015年1月29日、後楽園ホールで行われた「ホープフルファイトvol.17」で守屋和明（石川ジム立川）とフライ級8回戦を行い、8回3-0（77-74、78-73、79-73）の判定勝ちを収めた。
2015年5月20日、在メキシコ日本国大使館の山田彰大使を表敬訪問した。
2015年6月5日、メキシコシティのサロン・ボガ・スールで行われた「第6回ボクシング・ルネサンス」でWBCラテンアメリカフライ級王者のマリオ・アンドラーデと52kg契約8回戦を行い、8回0-3（75-77、74-78、75-78）の判定負けを喫した。
2015年11月2日、最強後楽園ミリオンマッチフライ級決勝で阪下優友（角海老宝石）と対戦し、8回3-0（77-76×2、78-74）の判定勝ちを収め日本王者粉川拓也への挑戦権を獲得した。
2016年3月18日、後楽園ホールで行われた「DANGAN157」で日本フライ級王者粉川拓也（宮田）と対戦し、10回0-3（93-97、92-98×2）の判定負けを喫しまたも日本王座2階級制覇に失敗した。
2016年9月14日、後楽園ホールで行われた「ホープフルファイトvol.23」で大平真史（マナベ）と51.5kg契約8回戦を行い、2回15秒TKO勝ちを収め再起した。
2016年10月26日、JBCは黒田を日本フライ級2位にランクインした。
2017年2月28日、日本フライ級王者粉川拓也の負傷に伴い日本フライ級1位のユータ松尾（ワールドスポーツ）と日本フライ級暫定王座決定戦を行い、10回3-0（96-94、97-94、97-93）の判定勝ちを収め暫定ながら日本王座2階級制覇を達成した。3月10日、東日本ボクシング協会2017年2月度の月間敢闘賞に選出された。
2017年6月13日、後楽園ホールで行われた「DANGAN185」で正規王者の粉川拓也と王座統一戦を行い、10回2-1（96-93、95-94、94-95）の判定勝ちを収め王座統一に成功、ライトフライ級に続く正規戴冠となった。7月12日、東日本ボクシング協会2017年6月度の月間MVPに選出された。
2017年11月10日、後楽園ホールで日本フライ級6位の松山真虎と対戦し、7回2分25秒TKO勝ちを収め2度目の防衛に成功した。
2018年3月3日、カルッツ川崎で開催された「ホープフルファイトvol.27」にて日本フライ級1位の長嶺克則と対戦し、10回3-0（95-94、96-94、96-93）判定勝ちを収め3度目の防衛に成功した。
2018年7月23日、後楽園ホールで開催された「ホープフルファイトvol.28」にて日本フライ級3位の星野晃規と対戦し、10回3-0（95-94、96-93×2）判定勝ちを収め4度目の防衛に成功した。
2018年11月21日に、IBF世界フライ級4位の黒田は、タイでIBFフライ級指名挑戦者決定戦として同級3位のエクタワン・クルンテープトンブリ（タイ）と対戦する予定であったが、相手の怪我によって中止となった。12月14日付けで、日本フライ級王座を返上し。のちにIBFとの協議の結果、黒田が指名挑戦者として世界タイトルへの挑戦権を得て、IBF世界フライ級王者のモルティ・ムザラネに挑戦することが決まった。
2019年5月13日、IBF世界フライ級4位の指名挑戦者として後楽園ホールで同級王者のモルティ・ムザラネとタイトルマッチを行い、12回0-3（112-116×2、111-117）で判定負けを喫し、王座獲得に失敗した。
2020年1月7日、所属ジムで現役続行を表明した。
2022年6月16日、再起戦から状態が思わしくないヒジの状況が見通せない事を理由に引退を表明した。

## エピソード
- 2012年7月10日、井上尚弥のプロテストの相手を務めた[45]。

- 川崎フロンターレサポータから自身のオリジナル応援歌が作成された[46]。また世界戦が行われた試合ではフロンターレのマスコットキャラクターふろん太がラウンドボーイを務めた[47]。

## 戦績
- プロボクシング：42戦30勝（16KO）9敗3分

| 戦           | 日付           | 勝敗 | 時間    | 内容          | 対戦相手                 | 国籍                        | 備考                                 |
| ------------ | -------------- | ---- | ------- | ------------- | ------------------------ | --------------------------- | ------------------------------------ |
| 1            | 2005年5月31日  | ☆    | 1R 0:26 | KO            | 石垣洋之                 | 日本 （鎌ヶ谷）             | プロデビュー戦                       |
| 2            | 2005年9月2日   | ☆    | 1R 2:57 | KO            | 只野淳                   | 日本 （マナベ）             |                                      |
| 3            | 2005年11月13日 | ★    | 4R      | 判定(0-2)     | 黒沢俊                   | 日本 （木更津GB ）          |                                      |
| 4            | 2006年4月1日   | ☆    | 1R 3:00 | KO            | 丸山康弘                 | 日本 （角海老宝石）         |                                      |
| 5            | 2006年7月31日  | ☆    | 1R 1:30 | KO            | 石井文哉                 | 日本 （F赤羽）              |                                      |
| 6            | 2006年9月28日  | ☆    | 4R      | 判定(2-0)     | 伊藤和貴                 | 日本 （沼田）               |                                      |
| 7            | 2006年11月3日  | ☆    | 3R 2:14 | TKO           | 平川聖也                 | 日本 （斎田）               | 第63回東日本ライトフライ級新人王決勝 |
| 8            | 2006年12月17日 | ☆    | 1R 2:12 | KO            | 山本剛詞                 | 日本 （守口東郷）           | 第53回全日本ライトフライ級新人王決勝 |
| 9            | 2007年4月17日  | ☆    | 2R 2:00 | KO            | ビナイ・ウォルソラポン   | タイ                        |                                      |
| 10           | 2007年6月4日   | ☆    | 2R 1:48 | TKO           | ペッチ・サクルンルアン   | タイ                        |                                      |
| 11           | 2007年9月1日   | ☆    | 8R      | 判定(3-0)     | 土方諭                   | 日本 （中日）               |                                      |
| 12           | 2008年1月14日  | ★    | 10R     | 判定(0-3)     | 池原繁尊                 | 日本 （横浜光）             |                                      |
| 13           | 2008年5月21日  | ☆    | 8R      | 判定(3-0)     | 橘悟朗                   | 日本 （エディタウンゼント） |                                      |
| 14           | 2008年9月29日  | ☆    | 4R 1:36 | TKO           | 小野心                   | 日本 （花形）               |                                      |
| 15           | 2009年1月24日  | ★    | 10R     | 判定(0-2)     | リチャード・ガルシア     | フィリピン                  |                                      |
| 16           | 2009年4月7日   | ☆    | 2R 2:04 | TKO           | 諸一宇                   | 日本 （尼崎）               |                                      |
| 17           | 2009年7月29日  | ☆    | 4R 2:58 | TKO           | ヨードーイ・シッスーイ   | タイ                        |                                      |
| 18           | 2009年11月17日 | ☆    | 8R      | 判定(3-0)     | ネルソン・リャノス       | フィリピン                  |                                      |
| 19           | 2010年2月26日  | ☆    | 4R 2:52 | TKO           | 佐藤靖明                 | 日本 （西遠）               |                                      |
| 20           | 2010年6月18日  | ☆    | 8R      | 判定(3-0)     | 滝澤卓                   | 日本 （タキザワ）           |                                      |
| 21           | 2010年11月24日 | ☆    | 8R      | 判定(2-0)     | 須田拓弥                 | 日本 （沼田）               |                                      |
| 22           | 2011年5月16日  | ☆    | 8R 1:13 | TKO           | 家住勝彦                 | 日本 （レイS）              | 日本ライトフライ級王座決定戦         |
| 23           | 2011年8月16日  | ☆    | 10R     | 判定(2-1)     | 佐野友樹                 | 日本 （松田）               | 日本王座防衛1                        |
| 24           | 2011年11月23日 | ☆    | 10R     | 判定(2-1)     | 山口隼人                 | 日本 （TEAM10COUNT）        | 日本王座防衛2                        |
| 25           | 2012年3月12日  | △    | 10R     | 判定(1-1)     | 田口良一                 | 日本 （ワタナベ）           | 日本王座防衛3                        |
| 26           | 2012年9月26日  | △    | 10R     | 判定(1-1)     | 大内淳雅                 | 日本 （角海老宝石）         | 日本王座防衛4                        |
| 27           | 2013年2月27日  | ★    | 12R     | 判定(0-3)     | ファン・カルロス・レベコ | アルゼンチン                | WBA世界フライ級タイトルマッチ        |
| 28           | 2013年10月22日 | △    | 5R      | 負傷判定(1-0) | 中釜兵武                 | 日本 （白井・具志堅）       |                                      |
| 29           | 2014年4月10日  | ★    | 10R     | TKO           | 村中優                   | 日本 （フラッシュ赤羽）     | 日本フライ級タイトルマッチ           |
| 30           | 2014年9月17日  | ☆    | 2R 1:14 | TKO           | ポンパユ・チャイヨンジム | タイ                        |                                      |
| 31           | 2015年1月29日  | ☆    | 8R      | 判定(3-0)     | 守屋和明                 | 日本 （石川ジム立川）       |                                      |
| 32           | 2015年6月5日   | ★    | 8R      | 判定(0-3)     | マリオ・アンドラーデ     | メキシコ                    |                                      |
| 33           | 2015年11月2日  | ☆    | 8R      | 判定(3-0)     | 阪下優友                 | 日本 （角海老宝石）         | 最強後楽園フライ級決勝               |
| 34           | 2016年3月18日  | ★    | 10R     | 判定(0-3)     | 粉川拓也                 | 日本 （宮田）               | 日本フライ級タイトルマッチ           |
| 35           | 2016年9月14日  | ☆    | 2R 0:15 | TKO           | 大平真史                 | 日本 （マナベ）             |                                      |
| 36           | 2017年2月28日  | ☆    | 10R     | 判定(3-0)     | ユータ松尾               | 日本 （ワールドスポーツ）   | 日本フライ級暫定王座決定戦           |
| 37           | 2017年6月13日  | ☆    | 10R     | 判定(2-1)     | 粉川拓也                 | 日本 （宮田）               | 日本フライ級王座統一戦               |
| 38           | 2017年11月10日 | ☆    | 7R 2:25 | TKO           | 松山真虎                 | 日本 （ワタナベ）           | 日本王座防衛2                        |
| 39           | 2018年3月3日   | ☆    | 10R     | 判定(3-0)     | 長嶺克則                 | 日本 （マナベ）             | 日本王座防衛3                        |
| 40           | 2018年7月23日  | ☆    | 10R     | 判定(3-0)     | 星野晃規                 | 日本 (M.T)                  | 日本王座防衛4                        |
| 41           | 2019年5月13日  | ★    | 12R     | 判定(0-3)     | モルティ・ムザラネ       | 南アフリカ共和国            | IBF世界フライ級タイトルマッチ        |
| 42           | 2022年1月25日  | ★    | 8R      | 判定(0-3)     | 重里侃太朗               | 日本 （仲里義竜）           |                                      |
| テンプレート |                |      |         |               |                          |                             |                                      |

## 獲得タイトル
- 第63回東日本ライトフライ級級新人王
- 第53回全日本ライトフライ級新人王
- 第34代日本ライトフライ級王座（防衛4=返上）
- 最強後楽園ミリオンマッチフライ級優勝
- 日本フライ級暫定王座（防衛1=正規王座に認定）
- 第56代日本フライ級王座（防衛4=返上）